# Сіт-Даун-Кі
Сіт-Да́ун-Кі (англ. Seat Dawn Cay) — невеликий острів у складі Багамських островів. Адміністративно входить до району Гранд-Кі.
Острів розташований на півночі архіпелагу Абако за 168 км на схід від півострова Флорида та за 1,6 км на північний захід від острова Волкерс-Кі. Цим самим він є найпівнічнішим островом країни (не враховуючи скелю Джамм-Офф). Має округлу форму.

## Туризм
Як і Волкерс-Кі, відомий прибережним мілководдям. Тут мешкає багато риб, особливо акул, яких можна годувати з рук. Окрім цього, тут розвинений дайвінг. 2002 року бар'єрний риф з навколишніми водами на північ від острова були оголошені національним парком.